# Evangelische Kirche Lienen

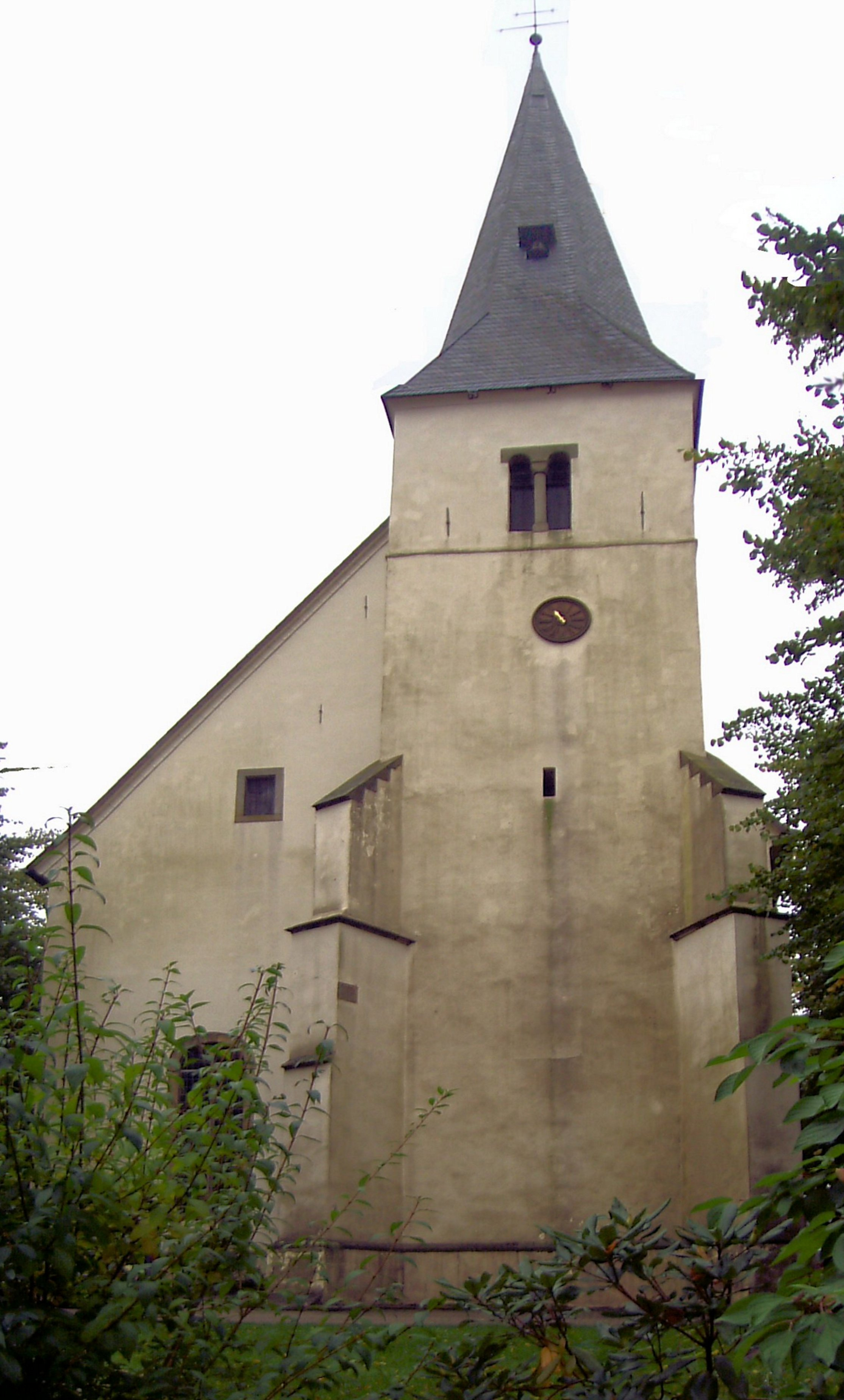
Evangelische Kirche

Die evangelische Kirche ist ein denkmalgeschütztes Kirchengebäude am Kirchplatz in Lienen, einer Gemeinde im Kreis Steinfurt (Nordrhein-Westfalen).

## Geschichte und Architektur
Der romanische Westturm ist vom Ende des 12. Jahrhunderts. Er steht im Untergeschoss auf vier Pfeilern, die durch romanische Bögen verbunden sind. Der Turmraum schließt nach oben durch ein romanisches Gewölbe. Drei der Bögen schließen mit zurückspringendem Mauerwerk ab, der Bogen zum Schiff hin ist geöffnet. Der Turmraum wurde früher als Taufkapelle genutzt. Er hat vier verschiedene Kirchen überdauert. Grabungen im Jahr 1994 und 1995 belegen eine erste, romanische Kirche im 12. Jahrhundert. Der Innenraum war etwa 5,80 Meter breit und mindestens 10 Meter lang. Die nächste Vorgängerkirche wurde wohl in der ersten Hälfte des 14. Jahrhunderts gebaut und 1703 ersetzt. Bei dem Neubau von 1703 wurde das Kirchenschiff nach Norden um etwa drei Meter verbreitert und nach Osten verlängert. Es wurden so 200 neue Sitzplätze geschaffen. Das Schiff wurde eingewölbt, die Gestaltung des Chores ist nicht überliefert. Ein Gedenkstein über dem Nordportal erinnert an diesen Neubau. Das schwere und zu flach angesetzte Gewölbe drückte die Südwand weg. Aus diesem Grund musste das Kirchenschiff 1802 abgerissen und durch einen Neubau ersetzt werden. Der Dachstuhl der alten Kirche reichte kaum über den Ansatz zum Glockenstuhl hinaus, das heutige Schiff wirkt dem Turm gegenüber überdimensioniert. 
Der siebenachsige, klassizistische Saal mit abgeschrägten östlichen Ecken ist von Linden umgeben. Das Langhaus des frühen 18. Jahrhunderts wurde 1802 zum größten Teil neu errichtet und dabei nach Süden und nach Osten erweitert. Diese Erweiterungen sind durch Inschriftensteine belegt. In der Wand des Nordbogens befindet sich eine sich konisch verengende Nische; sie diente als Aufbewahrungsplatz für die Taufgerätschaften. Der schlichte Putzbau ist durch zweibahnige Fenster gegliedert, die älteren Wände im Westen und Norden sind durch Rundbogenfenster gegliedert. Im Inneren wurde die Flachdecke über einer Voute eingezogen. Seine heutige Bestuhlung erhielt die Kirche 1876. Die Orgel wurde an der Turmseite auf die Empore gestellt, die Kanzel und der Abendmahlstisch kamen in den Chor. Insgesamt standen nun 1173 Sitzplätze zur Verfügung. Bei der Renovierung der Innenräume im Jahre 1958 wurde das neugotische Zierwerk aus dem Chor entfernt. Die Orgel wurde von Steinmann aus Vlotho, unter Verwendung der Pfeifen der Vorgängerorgel, neu gebaut. Das neugotische Orgelhäuse wurde durch ein schlichtes ersetzt. Die bis dahin weit in das Schiff hineingebaute Empore wurde zurückgenommen. Zur selben Zeit erhielt das Schiff im hinteren Bereich einen Quergang. So reduzierten sich die Sitzplätze auf etwa 1.000. Unter der Westempore wurde 1995 ein Gemeindesaal als Glas-Stahlkonstruktion eingebaut. Die 1925 eingerichtete Ehrenhalle für die Gefallenen des Ersten Weltkrieges musste zu diesem Zweck aufgegeben werden. Die Gedenktafeln fanden am Nordaufgang und auf der Empore einen neuen Platz. Durch die Verlegung der Treppenaufgänge zu den Emporen wurde der romanische Turmraum der Kirche wieder begehbar.

## Ausstattung
- Die Empore mit neugotischen Gusseisensäulen wurde von 1875 bis 1876 eingebaut.
- Ein Kronleuchter ist von 1657, die anderen sind bezeichnet mit 1703, 1733 und 1864.
- Zwei reich dekorierte Wappensteine einer mit Tecklenburger-, der andere mit Preußischem Wappen sind mit 1706 und 1707 bezeichnet.
- Die beiden Trompetenengel aus der Zeit um 1860 stammen aus Hardehausen.
- Die Orgel wurde 1969 von der Orgelbaufirma Gustav Steinmann, Vlotho, neu gebaut.

## Turmuhr
Die Turmuhr wurde um 1661 eingebaut, eine Putzmarke unterhalb des Turmhelmes belegt das. Zur selben Zeit wurden wohl auch die Sandstein-Relief-Zifferblätter in das Mauerwerk eingelassen. Die eng gestellten römischen Zahlen deuten auf eine vor 1700 gebräuchliche Einzeigeruhr hin, deren Uhrwerk um die zwei Meter breit und hoch war. Der Schlaghammer schlug die mittlere Glocke zur vollen Stunde an. Der Erbauer des Uhrwerkes ist nicht überliefert. Ein neues Uhrwerk wurde 1825 von Johann Heinrich Howe hergestellt. Das heutige Uhrwerk wurde 1935 von Eduard Korfhage aus Buer eingebaut.

## Glocken
Die erste nachweisliche Glocke ging 1640 zu Bruch; der Grund ist nicht überliefert.
Die älteste erhaltene Glocke ist die auf g' gestimmte sogenannte Pingelglocke, das bedeutet kleine Glocke. Sie wurde 1622 von Hans Meyer gegossen und trägt die Inschrift Hin geidt die Zeit her kompt der doth och Mensche thue Recht unt fruchte Godt, die zusätzliche lateinische Inschrift lautet si deus pro nobis quis contra nos? (Ist Gott für uns, wer mag wider uns sein?). Diese Glocke wurde vor allem zu Trauerfeiern geläutet. Wegen ihres desolaten Zustandes wird sie nur noch sehr selten geläutet.
Die zweite Glocke wurde 1637 gegossen. Sie trägt die Inschrift Selig sindt de Gottes Wort hören und bewaren und die Namen der Glockengießer Hilebarnt Vanderhorst und Evert Stickfort. Die Glocke ist auf f' gestimmt.
Die dritte Glocke wurde 1663 von Michelin in Bielefeld gegossen. sie ist auf den Ton Es' gestimmt und trägt die Inschrift Lobet den Herrn mit Pauken und Pfeifen, lobet ihn mit Saiten und mit Zimbeln
Die beiden großen Glocken wurden 1942 demontiert und auf dem Hof der Kupferwerke Kayser in Lünen eingelagert. Sie sollten eingeschmolzen werden. Sie wurden 1947 unversehrt wieder aufgehängt.
Zur Jahrtausendwende wurden zwei kleinere, neue Glocken gegossen und komplettieren das Geläut. Die größere der beiden trägt die Inschrift Ach bleib mit deiner Gnade bei uns, Herr Jesu Christ und die kleinere Meine Seele erhebet den Herrn.